# Capitanía de Santana
La capitanía de Santana fue una de las quince capitanías hereditarias establecidas en 1534 por el rey Juan III de Portugal por las cuales fue dividida inicialmente la colonia portuguesa del Brasil. Se extendía 40 leguas de norte a sur que comenzaban aproximadamente en el límite litoral de los actuales estados de São Paulo y de Paraná y se extendía hasta Laguna en el estado de Santa Catarina.
Inicialmente era la capitanía localizada más al sur del Brasil, limitada a oeste por la línea del tratado de Tordesillas (según la interpretación portuguesa), y al este por el océano Atlántico.
Su donatario fue Pero Lopes de Sousa, quien recibió la carta de donación el 21 de enero de 1535.
Fue colonizada por los vicentinos, quienes fundaron São Francisco do Sul y Nossa Senhora do Desterro (atual Florianópolis), entre otros núcleos de poblamiento.
En 1656 fue sucedida por la capitanía de Paranaguá, fundada por el Marqués de Cascais.